# Говерборд

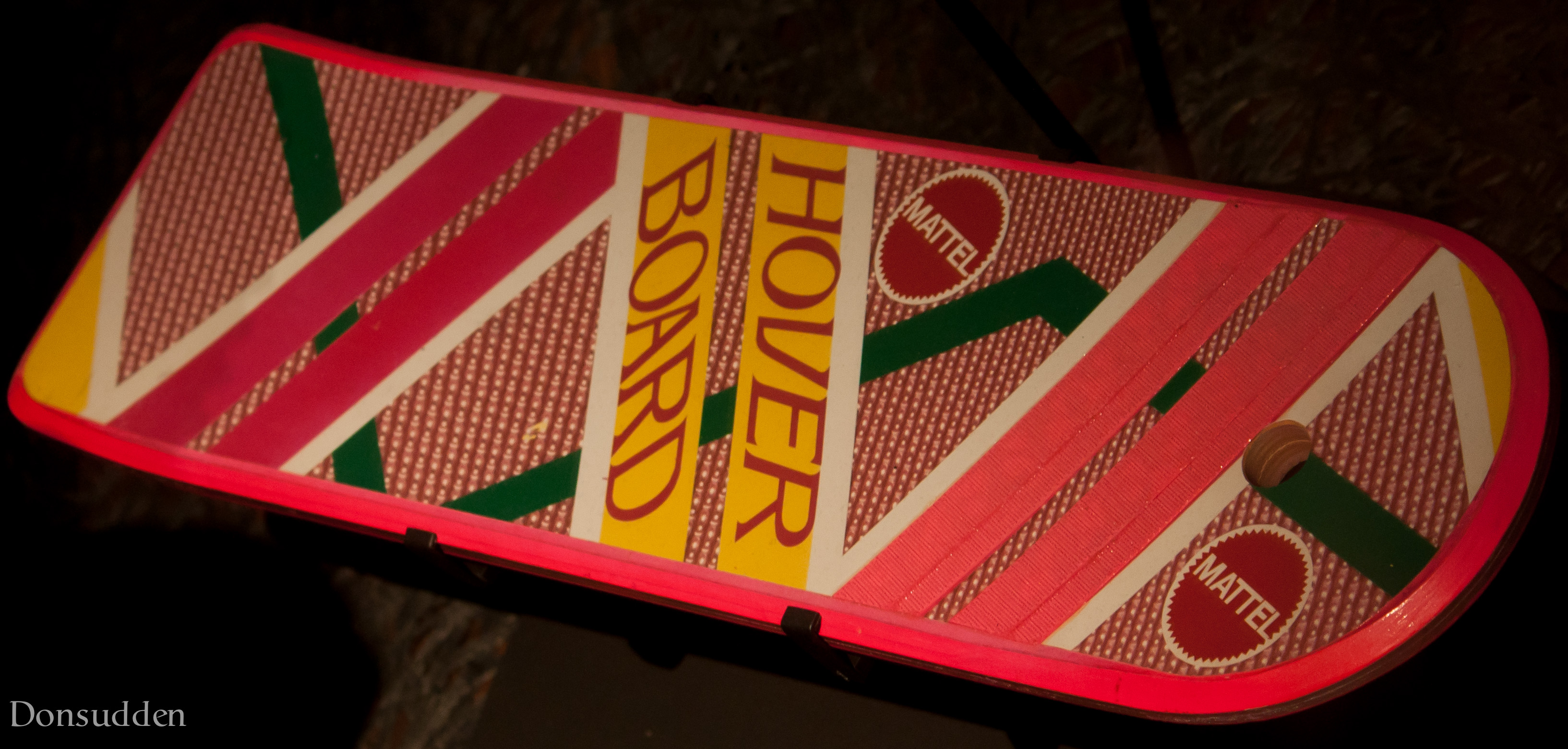
Говерборд Марті МакФлая з фільму «Назад в майбутнє».

Говерборд, у перекладі студії 1+1 — Скейтглайдер (англ. hoverboard, від to hover — «пари́ти, ширяти» і skateboard) — вигаданий пристрій, що нагадує скейтборд, у якого замість коліс два антигравітатори. Може ширя́ти на висоті близько семи сантиметрів над землею. Сюжетний елемент фільмів «Назад в майбутнє 2» і «Назад в майбутнє 3», а також однойменних гри та мультсеріалу.
У Великій Британії та США слово увійшло до розмовної мови і означає гіроскутер.